# Breakfast in America (canción)
«Breakfast in America» es una canción del grupo británico Supertramp publicada en el álbum de estudio Breakfast in America en 1979. La canción, que da título al álbum, fue publicada como segundo sencillo promocional y alcanzó el puesto nueve en la lista UK Singles Chart.
La canción fue escrita por Roger Hodgson antes de la formación de Supertramp, durante su adolescencia, aunque está acreditada conjuntamente a Hodgson y Rick Davies. Davies quería que Hodgson reescribiera la letra, por entonces con casi una década de antigüedad, pero Hodgson se negó al sentir que era demasiado intrínseca y que capturaba la inocencia de su adolescencia. La letra habla sobre una persona que nunca ha estado en Estados Unidos y fantasea con el país. Después de que el grupo interpretara la canción una vez que Hodgson lo abandonó, el músico dijo enfáticamente a los periodistas que Davies "odiaba" la canción al principio y que no creía que participara en su grabación original. Sin embargo, en otras entrevistas, Hodgson acreditó a Davies en la idea de utilizar el verso de réplica: "What's she got? Not a lot".
La canción del 2005 «Cupid's Chokehold» de Gym Class Heroes utiliza en gran medida la melodía de «Breakfast in America» y cuenta con el cantante de Fall Out Boy Patrick Stump interpretando las líneas iniciales de la canción como un estribillo.
La canción también fue sampleada en «Stunt Hard» de Drake y James Blunt realizó una versión en vivo de la canción que figuró en la edición de lujo de su segundo álbum All the Lost Souls.

## Personal
- Roger Hodgson: piano, voz, armonio y guitarra eléctrica
- Rick Davies: clavecín eléctrico y coros
- John Helliwell: clarinete y coros
- Dougie Thomson: bajo
- Bob Siebenberg: batería
- Dick Hyde: trombón

## Posicionamiento en listas
| Lista                | Posición |
| -------------------- | -------- |
| German Singles Chart | 23       |
| UK Singles Chart     | 9        |
| Billboard Hot 100    | 62       |